# Elaphria chlorozona
Elaphria chlorozona là một loài bướm đêm trong họ Noctuidae.